# São Sebastião do Caí
São Sebastião do Caí, amtlich portugiesisch Município de São Sebastião do Caí, in älterer Schreibweise Cahy, ist ein Munizip im brasilianischen Bundesstaat Rio Grande do Sul. Die Bevölkerung wurde zum 1. Juli 2021 auf 26.161 Einwohner geschätzt, die Caienser genannt werden und auf einer Gemeindefläche von rund 114,3 km² leben.

## Namensherkunft
Der Gemeindename setzt sich zusammen aus dem Namen des Schutzheiligen Heiliger Sebastian und dem Rio Caí, der durch die Gemeinde fließt. Caí, ka’i, ist aus den Tupí-Sprachen und bedeutet eine Kleinaffenart (Kapuzineräffchen Cebus apella).

## Geographie
Sie liegt in der Region des Vale do Caí auf einer Höhe von 17 Metern über Meeresspiegel. Die Entfernung zur Landeshauptstadt Porto Alegre beträgt 60 km.
Angrenzende Gemeinden sind im Norden Bom Princípio und Feliz, im Süden Portão und Capela de Santana, im Osten São José do Hortêncio, im Westen Harmonia und Pareci Novo.
Das Biom ist Mata Atlântica.
Die Gemeinde liegt am Rio Caí, der in den Rio Jacuí mündet und von Porto Alegre aus bis zur Gemeinde schiffbar ist. Die Straßenverkehrsanbindung erfolgt durch die Landesstraße ERS-122.

### Klima
Die Gemeinde hat warmes und gemäßigtes Klima, Cfa nach der Klimaklassifikation nach Köppen und Geiger. Die Durchschnittstemperatur ist 19,4 °C. Die durchschnittliche Niederschlagsmenge liegt bei 2099 mm im Jahr.

## Geschichte
Die Gemeinde wurde am 1. Mai 1875 in der Provinz São Pedro do Rio Grande do Sul des Kaiserreichs Brasilien gegründet. Sie wurde aus São Leopoldo als São Sebastião do Cahy ausgegliedert.

## Kommunalpolitik
Bei der Kommunalwahl 2020 wurde Júlio Campani des Partido da Social Democracia Brasileira (PSDB) für die Amtszeit von 2021 bis 2024 zum Stadtpräfekten (Bürgermeister) gewählt.

## Demografie

### Bevölkerungsentwicklung
| Jahr | Einwohner | Stadt  | Land   |
| --- | --------- | ------ | ------ |
| 1900 | 24.346    | ?      | ?      |
| 1920 | 36.508    | ?      | ?      |
| 1940 | 39.509    | 5.764  | 33.745 |
| 1950 | 40.134    | 6.234  | 33.900 |
| 1960 | 27.768    | 8.544  | 19.224 |
| 1970 | 25.252    | 8.267  | 16.985 |
| 1980 | 27.180    | 14.489 | 12.691 |
| 1991 | 16.833    | 11.952 | 4.881  |
| 2000 | 19.700    | 15.957 | 3.743  |
| 2010 | 21.944    | 17.611 | 4.333  |
| 2021 | 26.161    | ?      | ?      |
| Hier fehlt eine Grafik, die leider im Moment aus technischen Gründen nicht angezeigt werden kann. Wir arbeiten daran! |           |        |        |

Quelle: IBGE (2011)

### Ethnische Zusammensetzung
Ethnische Gruppen nach der statistischen Einteilung des IBGE (Stand 2000 mit 19.700 Einwohnern, Stand 2010 mit 21.932 Einwohnern):
| Gruppe      | Anteil 2000      | Anteil 2010          | Anmerkung                        |
| ----------- | ---------------- | -------------------- | -------------------------------- |
| Brancos     | 17.526 (88,96 %) | ▲ 19.760 (90,10 %) ▲ | Weiße, Nachfahren von Europäern  |
| Pardos      | 1.477 (7,50 %)   | ▲ 1.480 (6,75 %) ▼   | Mischrassige, Mulatten, Mestizen |
| Pretos      | 516 (2,62 %)     | ▲ 588 (2,68 %) ▲     | Schwarze                         |
| Amarelos    | 42 (0,21 %)      | ▲ 53 (0,24 %) ▲      | Asiaten                          |
| Indígenas   | 92 (0,47 %)      | ▼ 50 (0,23 %) ▼      | indigene Bevölkerung             |
| ohne Angabe | 46               | –                    |                                  |

## Bildung
In São Sebastião do Caí befindet sich ein Nebencampus der Universidade de Caxias do Sul (UCS).

## Söhne und Töchter der Gemeinde
- Egídio Michaelsen (1908–1972), Politiker (Bürgermeister, Landesabgeordneter, Landes- und Bundesminister)